# León Morelli
León José Morelli Colombres (fallecido el 22 de noviembre de 2015) fue un contador y político uruguayo perteneciente al Partido Nacional.

## Familia
Su madre, María Eugenia Colombres Mármol y Navarro, fue hija del diplomático argentino Eduardo Lastenes Colombres Mármol.
Fue esposo de Silvia Ferreira Sienra, hija del caudillo nacionalista Wilson Ferreira Aldunate. Tuvieron tres hijas: Silvia, Magdalena y Verónica.

## Carrera
Egresa de la Universidad de la República en 1966 con el título de Contador Público.
Integrante del movimiento Por la Patria, Morelli formó parte de la lucha contra la dictadura cívico-militar y del movimiento del retorno a la democracia en la década de 1980.
Fue electo diputado al Parlamento para el periodo 1985-1990. Más adelante fue nuevamente electo para el periodo 1995-2000, y realizó una suplencia en el año 2011.
También fue autor de libros sobre temática política.

## Selección de obras
- Con las banderas desplegadas (2004). ISBN 978-9974-39-767-5.
- Desafío al régimen (Ediciones de la Plaza, 2005). ISBN 978-9974-39-824-5.
- El azul vuelve (2005). ISBN 978-9974-39-908-2.
- En alta y clara voz. ISBN 978-9974-39-672-2.